# دهان‌بینی

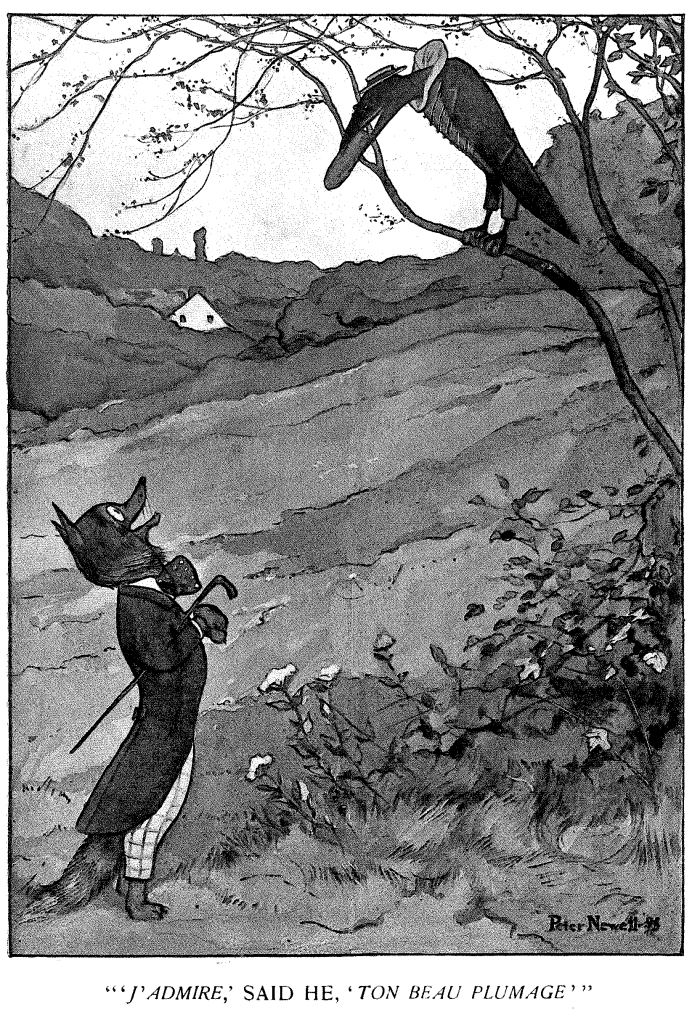
داستان روباه و زاغ

دهان‌بینی به معنی واکنش نشان دادن به حرف دیگران بدون تحقیق و تفحص درست و منطقی در صحت‌وسقم حرفی که شنیده می‌شود، است. به کسی دهان‌بین گویند که خوش‌باور است و به گفتار مردم ترتیب اثر می‌دهد. دهان بین بودن یکی از شاخص‌های داشتن شخصیتی ضعیف و حتی مریض است. خصوصیت دهان‌بینی نشانگر این ست که فرد مبتلا شخصیت پرورش‌یافته‌ای ندارد که بتواند مسائل و موضوعات را به‌تنهایی سبک و سنگین کرده و به تصمیمی درست و مستقل از نتیجه‌گیری‌ها و اهداف دیگران برسد. ازنظر «قدرت ادراکی» چنین افرادی در همان سنین کودکی‌شان باقی‌مانده و تنها قدرت «هوش» این افراد است که راهنمای احساسات آن‌ها شده‌است. افراد دهان بین، افرادی واکنشی و احساساتی هستند.
تلفیق خصائص احساساتی بودن، درکی کودکانه از تعاملات بین فردی داشتن، و دهان بین بودن دقیقاً از خصوصیات مبتلایان به بیماری شخصیتی پارانویائی نیز می‌تواند باشد. اگرچه دیگر بیماران شخصیتی نیز همچون هیستری، اضطرابی‌ها، وابسته‌ها، و شخصیت مرزی‌ها، می‌توانند به‌شدت دهان بین شوند.

## ریشه‌های به وجود آمدن دهان‌بینی در شخصیت فرد
فرد دهان بین برای خود نظام باور آزادانه ندارد و جهان‌بینی و ایدئولوژی (بایدها و نبایدهای) او بر پایهٔ تفکر و اندیشه صحیح شکل نگرفته‌است بااین‌همه دهان‌بینی امری است نسبی یعنی این‌طور نیست که کسی در همه راستاها و زمینه‌ها دهان بین باشد و کم‌وبیش بیشتر آدم‌ها در برخی از ابعاد زندگی شاید گرفتار این صفت بشوند برای نمونه کسی در بعد سیاسی زودباور و خوش‌باور باشد و... ولی برخی مردم بسیار خوش‌باورند و زودتر از دیگران در مسائل گوناگون زندگی تحت تأثیر سخنان دیگران قرار می‌گیرند این صفت بیشتر از هر فرد دیگری به خود مردم دهان بین زیان می‌رساند و گاهی نیز کسانی‌که با آنان ارتباط خانوادگی یا کاری و... دارند از ساده‌اندیشی و خوش‌باوری آن‌ها متحمل آسیب و گزندهای جورواجور می‌شوند. سؤالی که مطرح است این ست که چه خصوصیتی به‌خودی‌خود باعث دهان‌بینی می‌شود. برای توضیح این موضوع، مبتلایان به بیماری پارانویایی انتخاب می‌شوند چراکه این گروه ساده‌ترین مثال در بررسی دلایل به وجود آمدن خصوصیت دهان‌بینی محسوب می‌شوند. افراد پارانویید در کنار بسیاری از خصوصیات خود دچار عارضه‌ای به نام قهرمان بودن نیز هستند.
این افراد، قداره بندهای خانواده‌هایشان، بزن‌بهادرهای مادرِ ضعیف و خواهر برادرهای رهاشدهٔ خود، رهبران اقتصادی شرکت و رهبر اجتماعی خانه، مدرسه و محل کار و درمجموع قهرمانان همه‌کس و همه‌جایی که پیشرو و پیش‌مرگ نیاز دارند، می‌باشند. پارانوئیدها همواره آماده‌اند که کمر عدالت‌خواهی و ظلم‌ستیزی بسته و به کمکِ دادخواهیِ کسی که حتی ممکن است هیچ شناختی از او نداشته باشند بشتابند. پارانوئیدها همواره خود را پلیس‌های جامعه، حامیان مظلومان، و پدران و مادران تنها و بی‌کس‌وکاران دیده‌اند.
همین حسِ «قهرمان بودن»، اگر در کنار ناتوانیِ فرد از تحلیل مسائل بین فردیِ انسان‌ها، یا در کنارِ داشتنِ شخصیتی تأییدی به جای شخصیتی مستقل در فرد قرار گیرد، آن‌ها را همواره آماده عکس‌العمل و دادخواهی و ظلم‌ستیزی می‌سازد، اما این آمادگیِ سریع و قاطع مستلزم داشتن اطلاعاتی موثق و درست است و برای پارانویید هیچ‌کس موثق‌تر از مادر و خواهر یا بعدها به‌عنوان جایگزین آنها، همسر و فرزند نیست.
پارانویید با بدبینی و ظنی که بدان دچار است و با نیاز به کنترلی که باید دائماً، بر روی دیگران داشته باشد در جهنمی از شک‌ها و تردیدهایی زندگی می‌کند که بیشترین آن‌ها در عمل متوجه نزدیک‌ترین افراد به آن‌ها می‌شود. پس برای مثال برادر و خواهری که در کنارشان قرار دارند همواره بیشترین مایه عذاب، ناراحتی، ناکامی، و تأسف آن‌ها می‌باشند.
پارانویید در عمل به خاله‌زنک‌های واقعی برای جذب و جمع‌کردن اطلاعات بسیار نیازمند است، پارانویید برای دادخواهی و ظلم‌ستیزی به افرادی نیازمند است که تحملی کم، و دلی کوچک و حقیر داشته باشند و با کوچک‌ترین ناملایماتی بیشترینِ گریه و فغان را بتوانند سر دهند و او که قهرمانشان است را بطلبند.
پارانویید به دلیل عدم رشد ادراکی و درک کودکانهٔ خود، و ناتوانی‌اش در حل مسائل بزرگ واصلی زندگی، قهرمان افراد حقیر می‌شود.
پارانویید آنهایی را عزیز می‌دارد که با خودشیرینی و مظلوم‌نمایی چون ماری خوش‌خط‌وخال تیشه برریشهٔ دیگری بزنند و با غیبت و دروغ‌گویی، اطلاعاتی ازنظر فردِ دهان بین شگرف و عمیق به قسمت پارانویید وی تقدیم می‌کنند. این دست افراد درواقع، محیط پشتیبان پارانویید را به خوبی فراهم می‌سازند، و گاهی همچون خود او مریض، حقیر و کودک صفت می‌شوند.
پارانویید برای این افراد قهرمان است و آنچه که او از دیگران دریغش می‌کند را هرچه بیشتر به‌پای این دست افراد می‌ریزد، و در تمجید و تأیید آن‌ها خود را به درجه خدایی و معصومیت می‌یابد. برای پارانویید دنیای زیبا در کنار این کسانی است که در بیشترین حدِ غیبت و زیرآب زدن و توطئه و عیب‌جویی حرکت می‌کنند و عظمت این حامی خود را ستایش و شکر کنند. برای پارانویید قهرمان بودن در کنار این موجودات بسیار لذت‌بخش است. در نتیجه اطلاعاتی که شخص دهان بین از این نزدیکان ستایشگر خود دریافت می‌کند برایش در غالب درست‌ترین اطلاعات و موثق‌ترین آنهاست و او ناخودآگاه و فی‌الفور بدون بررسی عادلانه و درست، با بیشترین نیرویی که در توان دارد نسبت به واکنش به اطلاعات رسیده اقدام می‌کند.
دهان‌بینی برای پارانویید در واقع ابزاری است که معلولیت شخصیتی او را در تحلیل و پردازش اطلاعات را به خوبی پوشش داده و درعین‌حال قهرمان ماندن او را همچنان تضمین و ارضاء می‌کند. البته افراد پارانویید به دلیل توان اقتصادی و مالی‌ای که عمدتاً دارا هستند تظاهر به داشتن صلاحیتِ حمایتی و درکی می‌کنند. کوشا بودن و ساعی بودن آنها، و بذل و بخشش سخاوتمندانه‌ای که دارند دیدن معلولیت‌های شخصیتی آن‌ها را، در چشمان افراد متفرقهٔ سالم را، بسیار دشوار می‌سازد. اما در واقع پارانویید فردی ناتوان ازنظر احساسی و معلول در پردازش و عکس‌العمل درست است. او به عملِ دهان‌بینی، نیازمند است تا بتواند قهرمان باقی بماند چون، به‌غیراز قهرمانی، «نقش اجتماعی» دیگری برایش قائل نشده‌اند.

## درمان و شیوه برخورد
برای اینکه کسی را از این حالت بیرون کنیم باید شناخت و واقع‌بینی او در همان زمینه‌ای که خوش‌باور است تقویت گردد و او را با تجارب آن امر آشنا کرد برخی از راه‌های تقویت واقع‌بینی ازاین‌قرار است:
۱. می‌توان برای او از آسیب‌هایی که مردم از روی این صفت درزمینه‌های گوناگون دیده‌اند بیان داشت.
۲. می‌توان او را با کسانی که از سمت خوش‌باوری گزند دیده‌اند روبرو کرد تا به‌طور ملموس آن‌ها را ببیند و از آنان پند بگیرد.
۳. باید راه‌های تقویت اعتمادبه‌نفس را به آن‌ها آموخت تا اسیر در گفته‌ای نشوند.